# Vilartolí
Vilartolí és un nucli de població al terme municipal de Sant Climent Sescebes (Alt Empordà). És a 1 km al nord del nucli de Sant Climent Sescebes, a la dreta de la riera de l'Anyet, sobre la qual hi ha les restes d'un pont medieval, i actualment hi ha una passera. El veïnat es considera un monument del municipi i està inclòs en l'Inventari del Patrimoni Arquitectònic de Catalunya.
Està format per un conjunt de masos aïllats i escampats, sense formar un nucli agrupat. Es tracta de masos de grans dimensions formats per diversos cossos adossats, que els confereixen plantes força irregulars. Aquests volums presenten cobertes d'un i dos vessants de teula, i estan distribuïdes en planat baixa, pis i golfes, o bé dues plantes superiors. Les obertures són rectangulars o d'arc rebaixat, en general bastides en pedra, tot i que també n'hi ha d'emmarcades en maons. Algunes masies tenen obertures emmarcades amb carreus de pedra i algun portal de mig punt adovellat. Un dels elements més destacables d'aquestes construccions són els porxos formats per arcades de mig punt i rebaixades, coberts per voltes de canó o bé rebaixades. Aquests cossos estan coberts amb terrassa al nivell del primer pis.
Les construccions són bastides en pedra desbastada i sense treballar, lligades amb abundant morter de calç. Les refeccions són fetes en maons.
El lloc té ocupació des de la prehistòria. Els elements arquitectònics de més rellevància són l'antic pont medieval i les diferents masies i cases construïdes a l'època moderna.